# 螺鈿

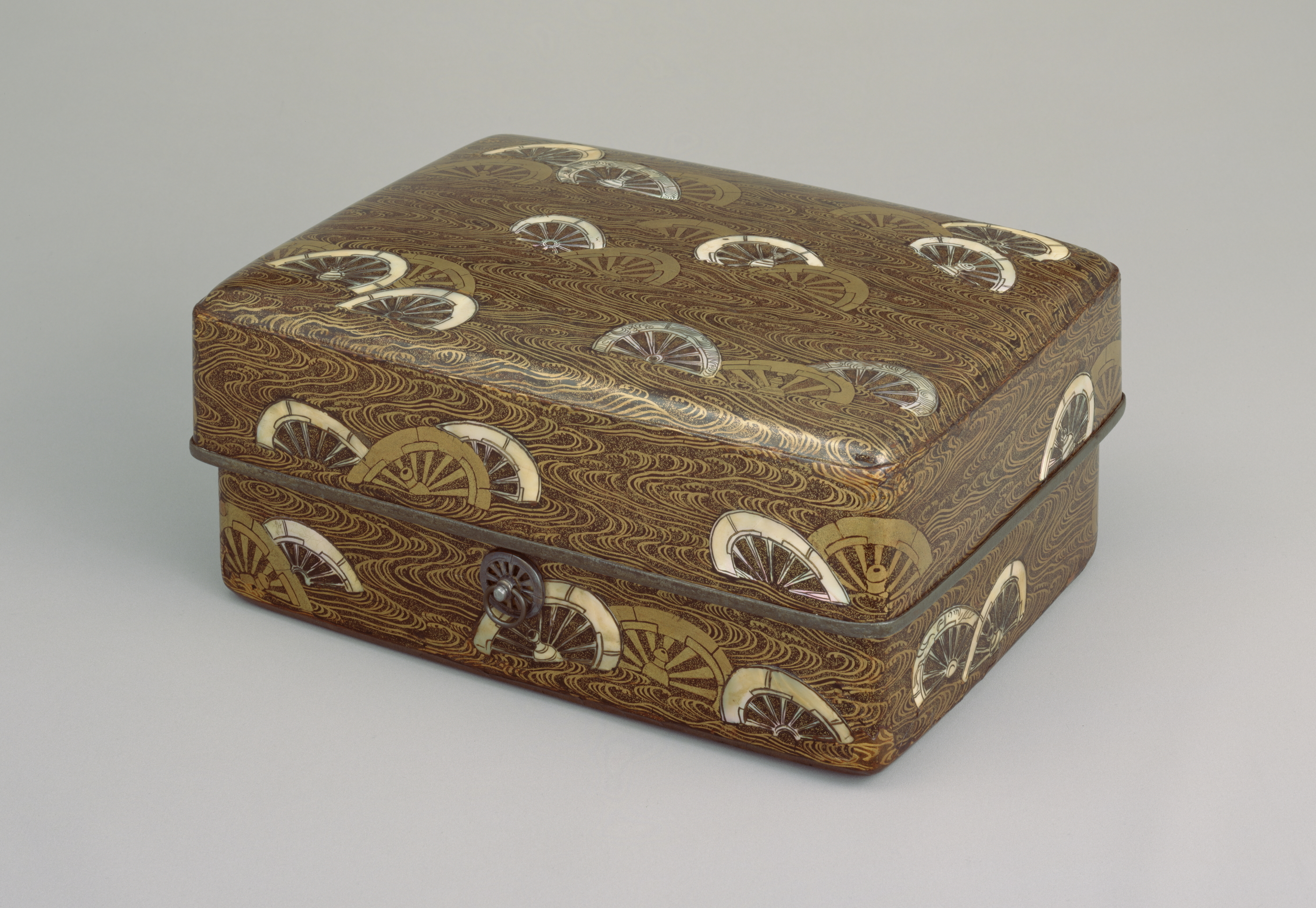
国宝 片輪車螺鈿蒔絵手箱、平安時代後期、12世紀。東京国立博物館。（蒔絵も使われている）

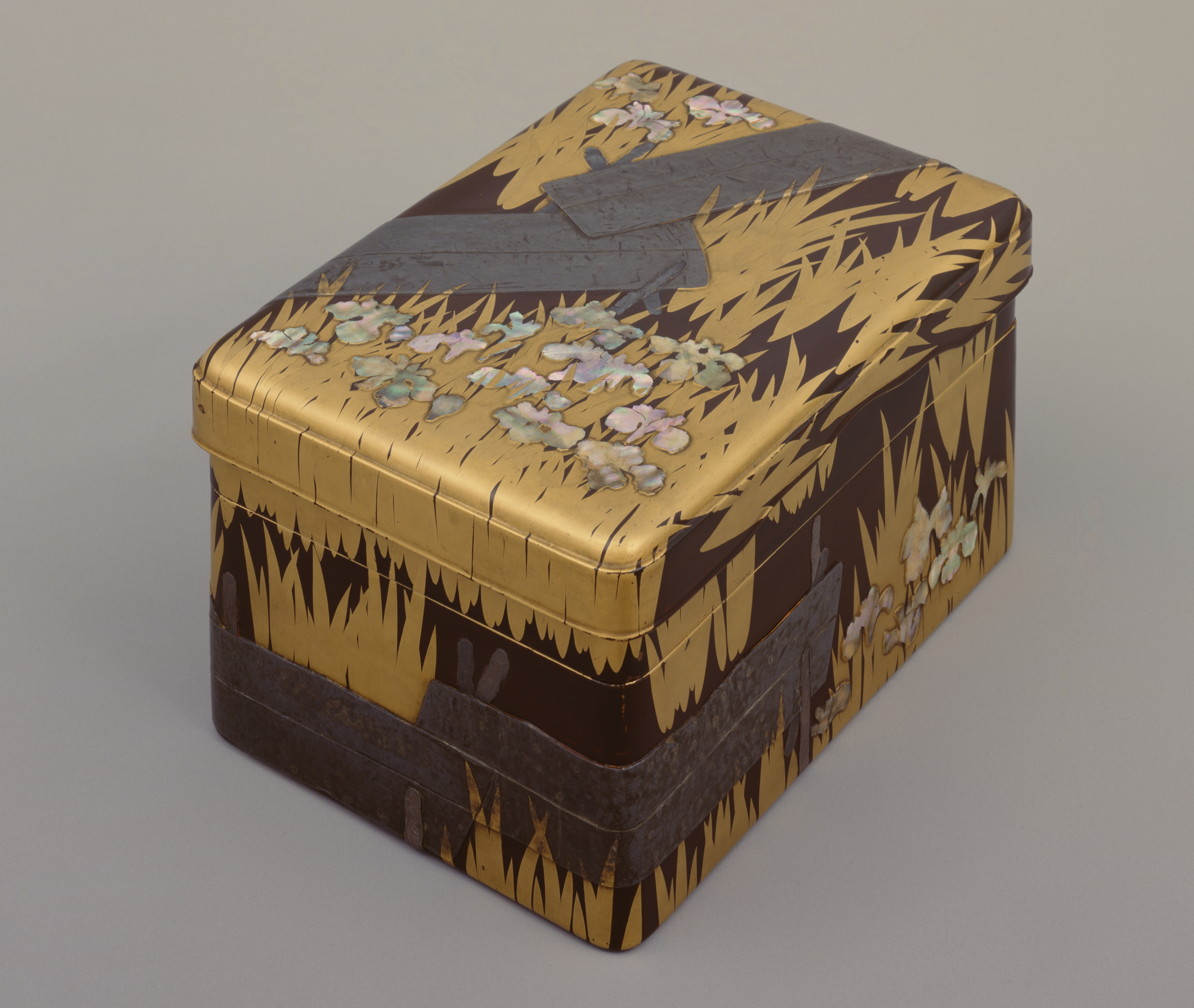
国宝 八橋蒔絵螺鈿硯箱、尾形光琳作。江戸時代、18世紀。東京国立博物館蔵。（蒔絵も使われている）

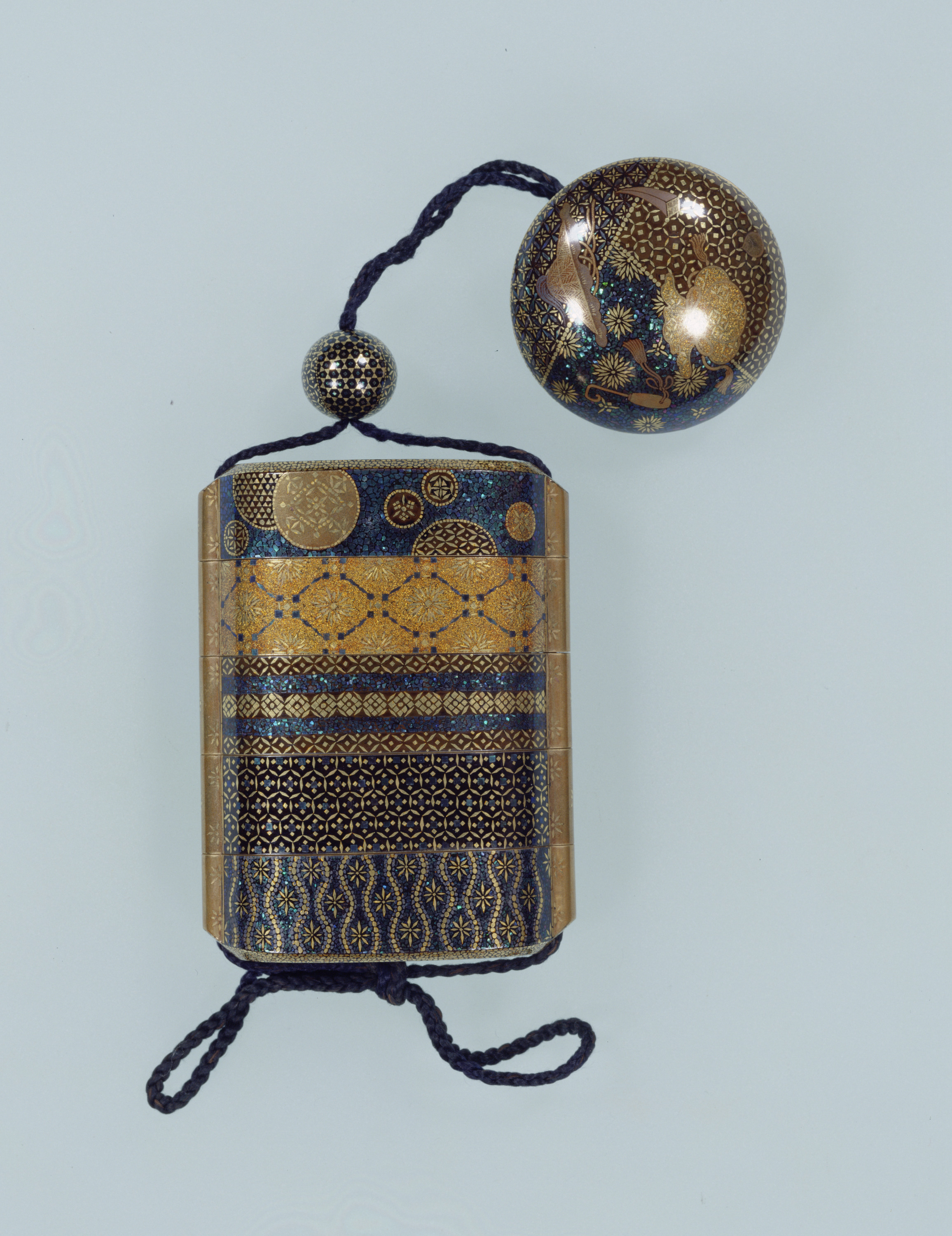
小紋螺鈿印籠。切金と切貝が施された杣田細工の印籠。江戸時代作、19世紀、東京国立博物館蔵。（蒔絵も使われている）

螺鈿（らでん）は、広義には貝をもって飾ること（貝飾り）をいうが、狭義には貝片を器物等の木地や漆面に装着して施す装飾法をいう。
使用される貝には、ヤコウガイ（夜光貝）、シロチョウガイ（白蝶貝）、クロチョウガイ（黒蝶貝）、カワシンジュガイ（青貝）、アワビ、アコヤガイなどがある。

## 歴史
貝片を用いた装飾法は古代メソポタミアや中国の殷周時代にはみられた。

### 中国
貝片を用いた装飾法は中国の殷周時代にはみられ、螺鈿工芸は周代に流行したという。
唐代には螺鈿法が著しく発達したが、発見例は少ないものの、日本の正倉院宝物からは厚貝（後述）の螺鈿法や多様な装着法などをみることができる（正倉院宝物として伝来する螺鈿紫檀五絃琵琶、螺鈿紫檀阮咸（げんかん）など）。ただし「螺鈿」の語が何によって記録されたか問題点があるとされており、唐代の記録には「寶鈿鏡」や「寶鈿枕」の用例はあるが、「螺鈿」は見当たらないとされる。
螺鈿の技術は宋代にはほとんど継承されず衰退してしまい、日本や高麗の螺鈿が中国でも評価された記録が残されている。
元代になると薄貝による新たな螺鈿法が出現し、発生伝来の経路は不明とされるが、以後中国では薄貝螺鈿法が主流になった。

### 日本

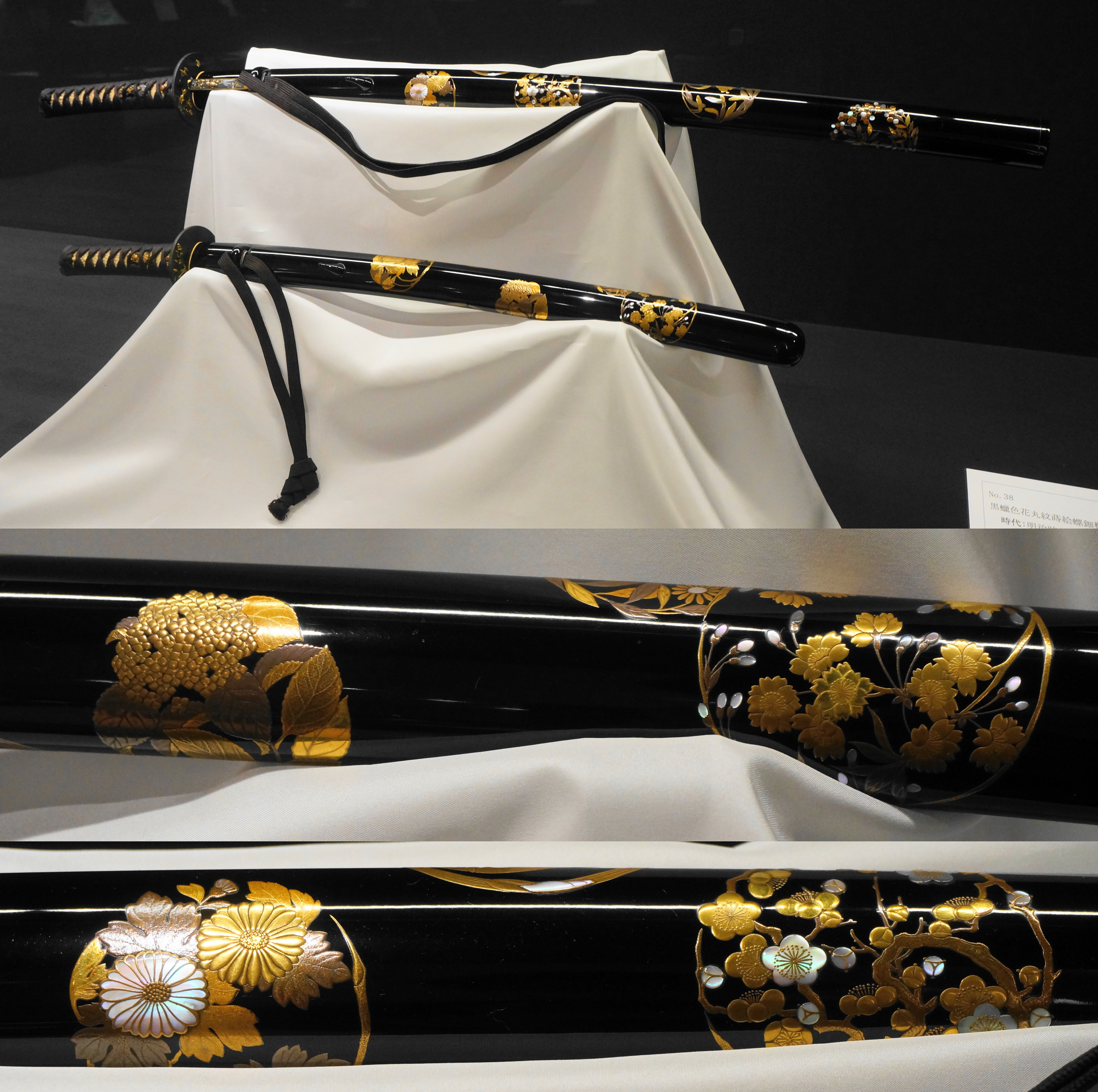
黒蝋色花丸紋蒔絵螺鈿鞘大小拵。蒔絵と螺鈿で豪華に装飾された大小（打刀と脇差）の拵。

日本では、螺鈿は奈良時代に唐から持ち込まれた。
平安時代になると、螺鈿の技術は急速に発達し、中国や高麗への贈物として螺鈿器が選ばれている。生地螺鈿とその簡略法が引き続き行われる一方で、平安時代には当時の日本の代表的な工芸品となった黒漆螺鈿や螺鈿と蒔絵との併用などもみられるようになった。
中国の元明螺鈿や朝鮮半島の高麗・李朝螺鈿の輸入もあり「唐物」と称された。
16世紀半ばにはヨーロッパとの交易の影響を受けて、ヨーロッパ風の模様の漆芸品が作られたり、彼らの注文に応じて大量に漆芸品が輸出され、南蛮漆芸（南蛮漆器）と呼ばれている。これらの品物はヨーロッパでは一つのステータス・シンボルとなる高級品として非常に人気があった。
江戸時代になっても螺鈿は引き続き人気を博したものの、鎖国政策によってヨーロッパとの貿易は大幅に縮小されたため、螺鈿職人は必然的に日本向けの商品に集中することとなった。江戸時代の螺鈿職人としては生島藤七、青貝長兵衛、杣田光正・杣田光明兄弟などが名高い。
本阿弥光悦の光悦蒔絵や尾形光琳の蒔絵など厚手の貝を用いた螺鈿も現れた。

#### 琉球
螺鈿細工の原料となるヤコウガイは、かつて琉球弧の先史時代から古代（沖縄貝塚時代 - グスク時代）にかけて、日本本土との交易品として重要なものであった（「貝の道」の交易）。15世紀から16世紀になると螺殻（夜光貝の殻）や螺鈿器が多く輸出されるようになった。15世紀の琉球の螺鈿法は明らかではないが、16世紀後半には貝摺奉行が設置され琉球の主要な工芸品となった。琉球螺鈿は中国の薄貝螺鈿法が強く影響しているが、一方で紅漆螺鈿のように琉球螺鈿に独特の技法も生まれた。

### 朝鮮半島
朝鮮半島において、螺鈿の技法は、統一新羅時代に唐から伝わった。正倉院で保管中の百済の木畵紫檀碁局、蒲柳雑樹水禽文螺鈿描金香箱、螺鈿漆花文箱などの作品がある。
高麗の時代には薄貝螺鈿を特徴とする高麗螺鈿がみられるが、技法の発生や伝来は不明で、遺例から中国の元代螺鈿よりも遡る可能性もあるとされている。
李氏朝鮮でも重要な漆工芸の技術だったが、高麗螺鈿を継承した形跡がなく、初期の李朝螺鈿はやや厚手の貝片を用いて独特の曲線をもつ牡丹唐草が主流であった。

## 種類
使用目的に応じて貝片の厚さは調整され、その厚さによって厚貝と薄貝に大別される。厚貝と薄貝に明確な基準はないが、厚貝は1.5mmから3.0mm、薄貝は0.3mmから1.0mmに分類する例や、百枚を重ねた貝片の厚さを単位にする例がある。

## 技法
螺鈿の技法には切削法や装着法に各種の方法があるほか、毛彫、置貝、蒔貝、割貝、色貝、彫貝などの手法がある。

### 装着法
嵌入法と貼附法に大別される。
嵌入法
木地に模様を彫り込んで厚貝をはめ込む方法で、貝片との空隙を地粉等で充填する技法を大体彫という。
貼附法
下地か中塗の表面に薄貝を貼って、漆を塗ってから、研出または剥出して模様を浮き出す方法。

## 現代の工芸品
現代の日本では奈良漆器によく行われており、代表的な作家に北村昭斎、樽井禧酔がいる。
他の伝統工芸と同じく、新たな用途開拓も試みられている。民谷螺鈿（京都府京丹後市）は貝片を貼った和紙を裁断したうえで絹糸で補強し、織物にする「螺鈿織」を開発。バッグなどを製造しているほか、欧米の大手ファッションブランド企業からも受託生産している。

## ギャラリー

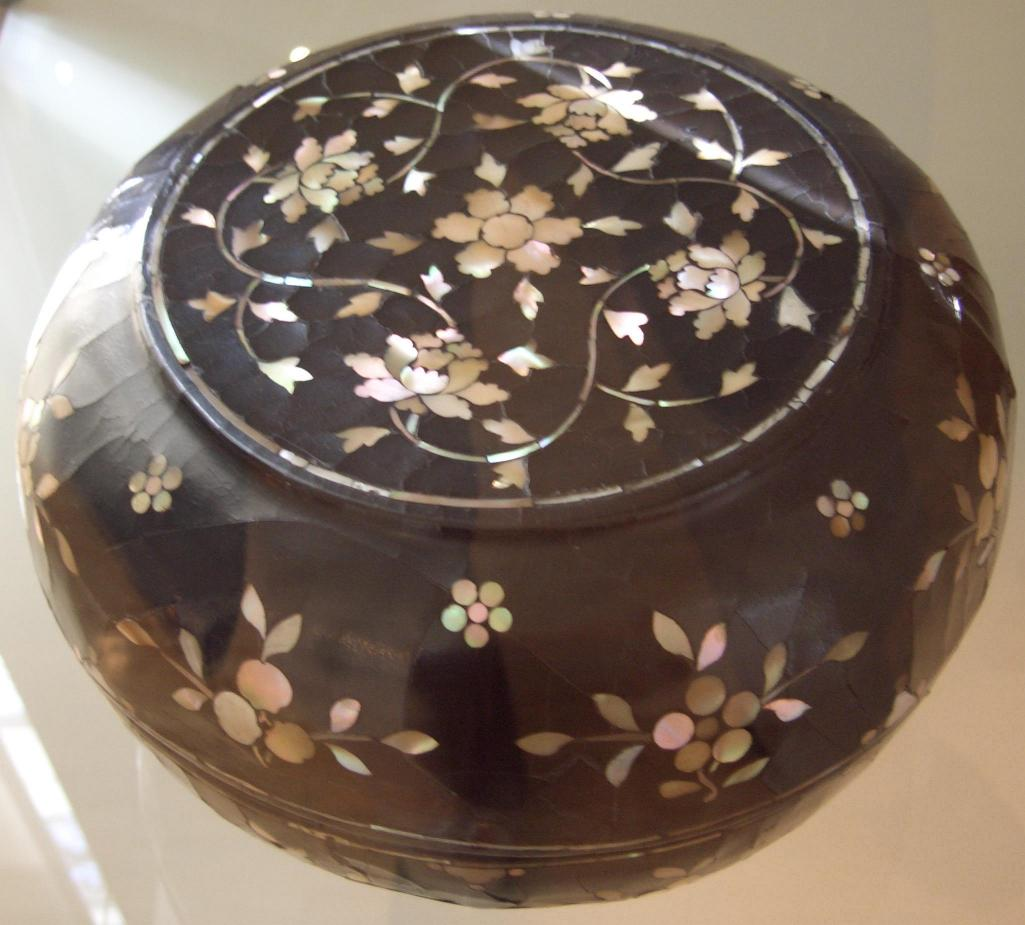
螺鈿細工の施された漆器、明時代、16世紀。漆工美術館、ドイツ・ミュンスター。
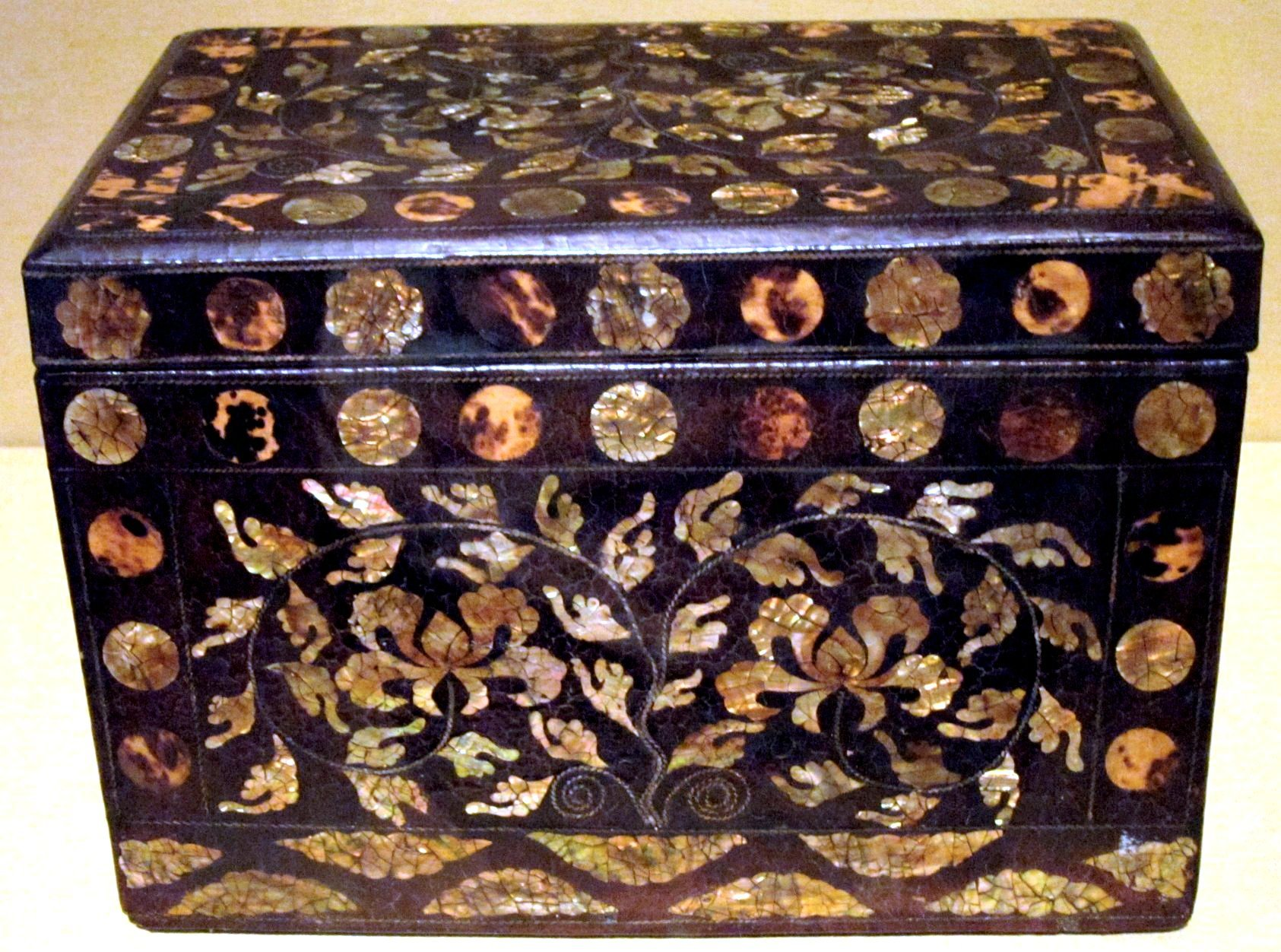
螺鈿細工の施された漆器、朝鮮時代、18世紀中葉。ホノルル美術館、アメリカ合衆国・ホノルル。
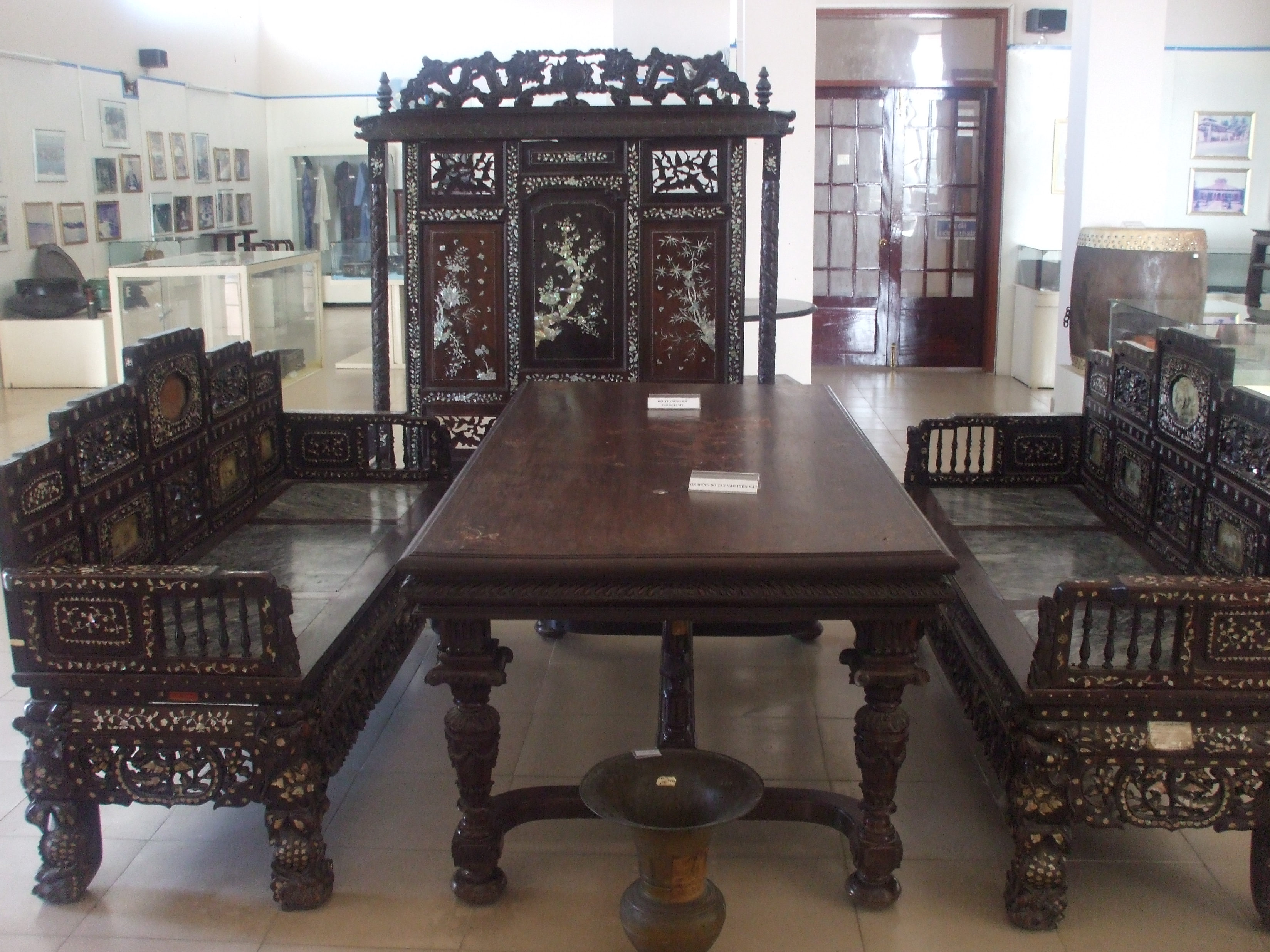
螺鈿細工の施された家具。アンザン省博物館、ベトナム・ロンスエン。